# 王贺胜
王贺胜（1961年6月—），中华人民共和国男性政治人物，生于河北清苑，早年在天津医学院公共卫生系就读，后获南开大学在职研究生学历，并最终取得法学博士学位及教授职称，长期任职于医学教育机构与政府卫生部门，曾任国家卫生健康委员会副主任、党组成员兼国家疾病预防控制局局长等职务。

## 生平

### 天津任职
1992年11月，任天津医学院团委书记。1994年9月，任天津医科大学团委书记。1997年3月，任天津医科大学党委副书记。2002年4月，任天津市教委副主任。2005年8月，任天津美术学院党委书记。
2008年5月，任天津市卫生局党委书记，2010年5月兼任市卫生局局长。2014年7月，任天津市卫生和计划生育委员会主任。2015年1月，任中共天津市委宣传部常务副部长，同年7月升任中共天津市委常委、宣传部部长。

### 主持医改
2016年8月，任国务院深化医药卫生体制改革领导小组办公室主任、国家卫计委副主任。2018年3月国务院机构改革后，任新成立的国家卫健委副主任。

### 建构疾控体系
2020年2月，任中央赴湖北等疫情严重地区指导组成员，带领中央指导组前方工作组展开工作。同月，任中共湖北省委委员、常委。2月10日，王贺胜兼任湖北省卫生健康委员会党组书记、主任。6月，补选为湖北省人民代表大会代表。2020年7月24日，他不再担任湖北省卫健委主任，由涂远超继任。仍担任湖北省卫健委党组书记。
2021年4月，王贺胜出任新组建的国家疾病预防控制局局长。2021年5月29日，因工作调动，不再兼任中共湖北省委常委、委员，湖北省卫生健康委员会党组书记职务，其湖北省人大代表资格自行终止。2024年9月，不再担任国家卫生健康委员会副主任兼疾控局局长。